# Rito romano
O rito romano é um dos ritos litúrgicos latinos, ou seja, um dos ritos litúrgicos ocidentais da Igreja Católica, que se desenvolveram numa zona da Europa Ocidental e do norte da África, onde o latim era a língua da educação e da cultura, e que são distintos dos outros utilizados pelas Igrejas de rito oriental que se desenvolveram na Europa Oriental e no Médio Oriente. Tornou-se o rito padrão para a celebração da Missa no Ocidente desde a emissão em 14 de julho de 1570 da bula Quo Primum Tempore por São Pio V, que revisou o Missal Romano a pedido do Concílio de Trento.
O rito romano é a maneira como se celebra a Santa Missa (missal romano), os demais sacramentos (ritual romano), a Liturgia das Horas (Breviário) e demais celebrações litúrgicas e para-litúrgicas (Cerimonial dos Bispos) pela Igreja de Roma e pelas Igrejas Particulares ou Congregações que o adotaram, por escolha ou tradição, a maior parte da Igreja Católica Latina

## Instituição

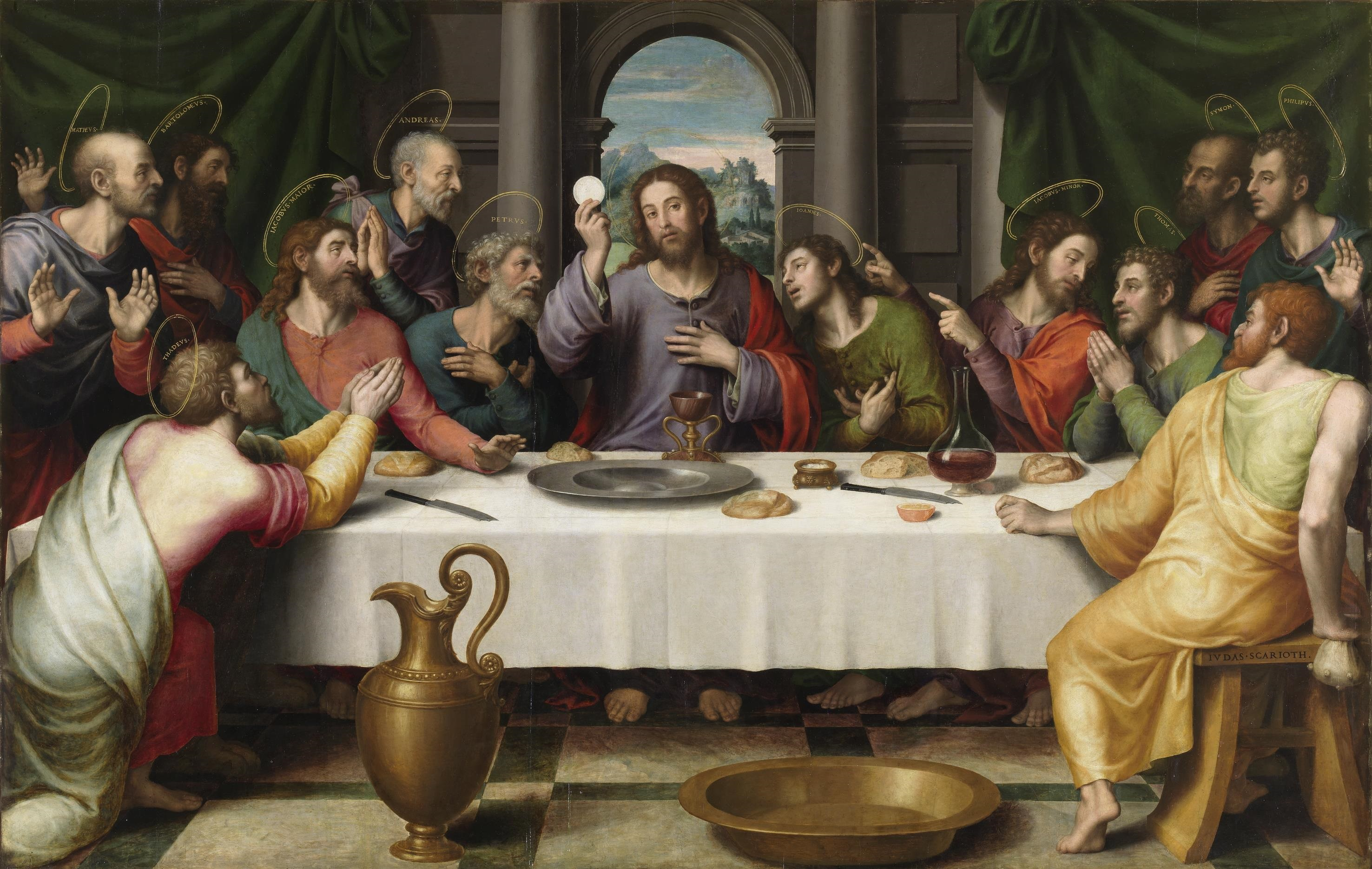
Última Ceia

Cristo, pelos atos de sua vida terrena, morte e ressurreição, é a origem da liturgia, pois é a fonte da salvação: toda celebração da Missa é atualização, representação (no sentido de tornar presente) do Sacrifício de Cristo na Cruz, é o mesmo e único sacrifício, mas não da mesma maneira; na missa é incruento e na Cruz não foi. A Última Ceia, como instituição da Eucaristia e Primeira Missa, é antecipação da oferta de Jesus no Calvário.
Nenhum rito litúrgico, nenhuma reforma, poderá jamais exprimir em sua totalidade a infinita riqueza da Eucaristia, na qual o Senhor oferece a todos os membros da Igreja a plenitude da Salvação por Sua morte e ressurreição.

## Evolução do rito
Acerca da evolução do rito litúrgico, especificamente o romano, foram escritas a encíclica Mediator Dei pelo Venerável Pio XII e a Constituição Conciliar do Vaticano II Sacrosanctum Concilium ratificada pelo papa Paulo VI.
Somente a Igreja, por autoridade de seus legítimos pastores, pode definir as formas litúrgicas e rituais mais oportunas. Por serem expressão e exposição do depositum fidei confiado à Igreja pelo próprio Deus e assistida pelo Espírito Santo, as reformas litúrgicas decididas pelo Papa ou pelo Colégio Episcopal em comunhão com aquele não podem ser postas em causa pelos fiéis, inclusive por bispos.
Ainda que os padres conciliares decidam restaurar a liturgia, como no último concílio, eles o fazem de forma adaptada ao tempo da Igreja em sua peregrinação terrestre e com fidelidade à fé das gerações precedentes, que é a Única e Mesma Fé professada pelo Corpo Místico de Cristo através dos tempos. É, todavia, utópico pretender restaurar perfeitamente a liturgia das origens, o Sacrifício de Cristo como o fora na Última Ceia, porque a história, ciência humana, é incapaz de conhecê-la pela falta de registros e documentos suficientes, podendo fazê-lo, somente, de maneira aproximada.
Um retorno perfeito às origens, em conteúdo de fé, não é essencial: as formas rituais dos sacramentos e da adoração pertencem à pedagogia eclesial e não são, por si, depósito de fé, mas o apoiam e expressam.
A Igreja do Ocidente já conheceu situações de pluralidade ritual, antes e imediatamente depois do Concílio Tridentino. A unidade ritual não é de maneira alguma uma necessidade e nunca foi tida como tal pela Tradição. Os ritos só são legítimos quando conduzem, conforme os desígnios da Igreja, à penetração no Mistério do Verbo Encarnado. As formas rituais mudaram ao longo do tempo—sucessivas reformas—e no espaço—liturgias próprias a determinadas Igrejas particulares sui iuris (e.g. Igreja Maronita) ou não (e.g. Rito Bracarense), ou a determinados institutos religiosos (e.g. Uso Cartuxo).

### Na Igreja primitiva

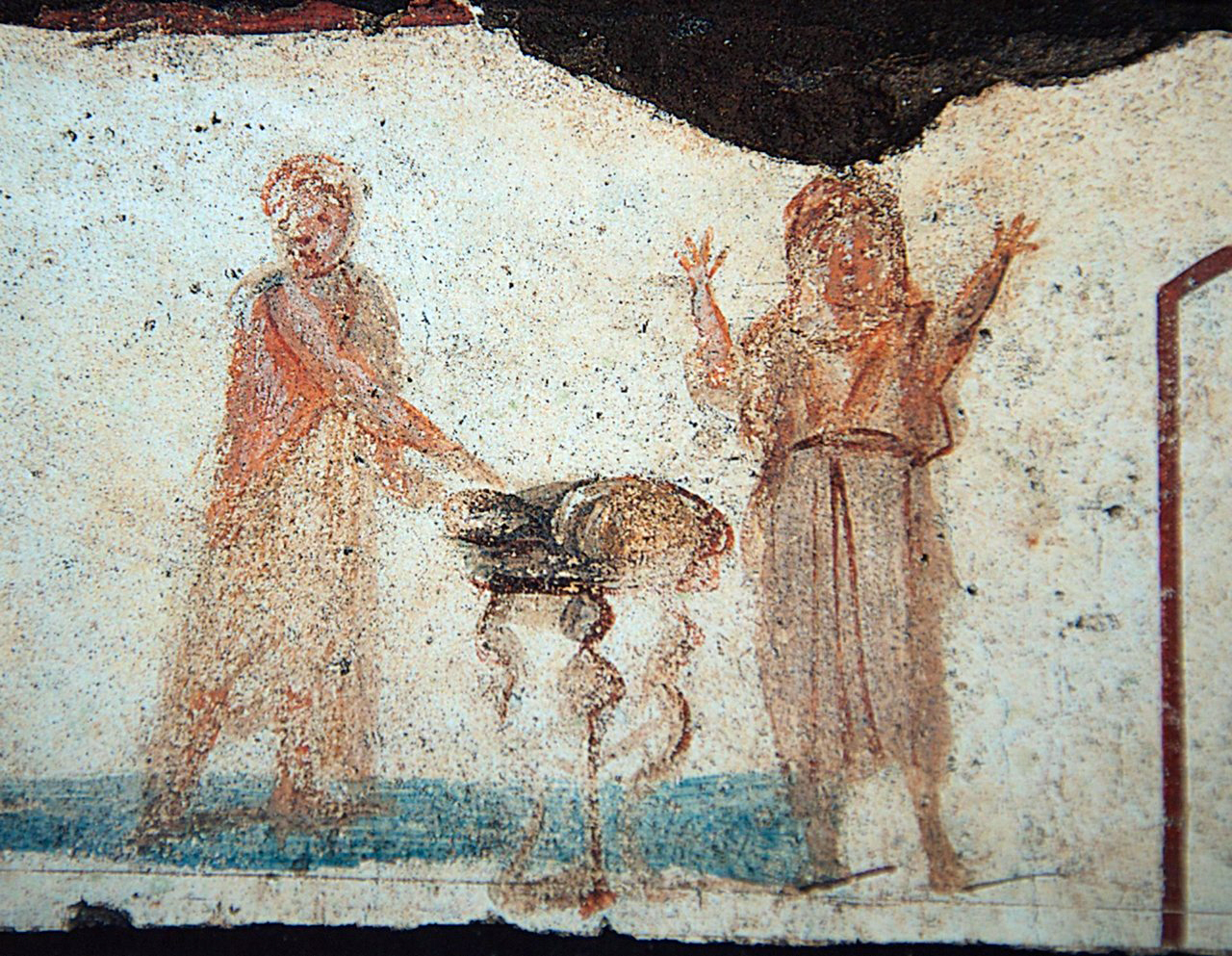
Representação páleo-cristã da missa
Catacumba de Calisto

São Justino Mártir, em sua primeira Apologia, descreve a Eucaristia como celebrada em Roma por volta do ano 150 d.C.
Mesmo com a liberdade litúrgica que o bispo tinha nos primeiros tempos, já aparecem, então, duas partes fixas: Pregação (Liturgia da Palavra) e Adoração (Liturgia Eucarística).
A estrutura da missa em Roma, segundo a descrição dada por São Justino é:
- Pregação
  - Leituras—alternam-se, a partir do século IV, com a hinodia: Gradual, Aleluia etc. (na Missa Tridentina, as leituras foram reduzidas a uma epístola e o Evangelho, exceto para determinadas missas, especialmente em tempos de penitência como a quarta-feira de Cinzas).
  - Homilia—seguindo as leituras, o celebrante faz um sermão.
  - Preces—segue-se com a oração para toda a Igreja, também chamado de "oração dos fiéis". É por isso que um grande número de sermões de Santo Agostinho termina com a frase: "Agora, voltando-se para o Senhor, rezemos…"
- Adoração
  - Ofertório—oferecem-se os dons que serão consagrados, pão e vinho.
  - Consagração
  - Comunhão

Esta organização extremamente simples foi-nos conservada na celebração litúrgica da Sexta-feira Santa.

### Reformas pré-tridentinas

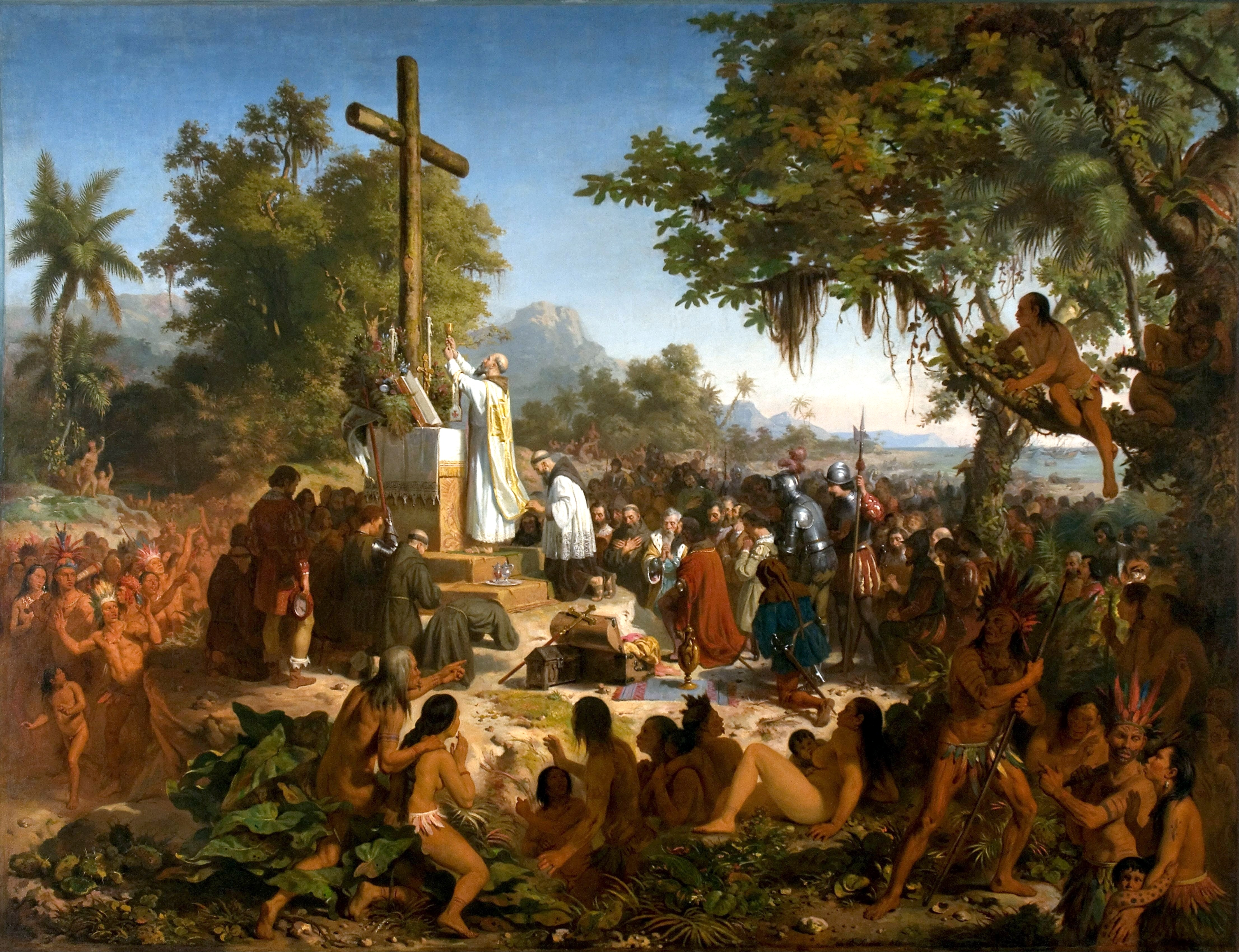
Primeira Missa celebrada no Brasil, pré-Tridentina.

No final do século VIII, Carlos Magno ordenou que o rito romano da missa fosse utilizado em todos os seus domínios. Porém, alguns elementos do rito galicano, mais antigo, se fundiram a ele no norte dos Alpes e o rito misto resultante foi introduzido em Roma por influência dos imperadores depois de Carlos. A influência gália é responsável pela introdução no rito romano de cerimônias dramáticas e simbólicas, como a benção das velas, cinzas, ramos e muito do ritual da Semana Santa.
A recitação do Credo (o Credo Niceno) depois da leitura do Evangelho é atribuída à influência do imperador romano-germânico Henrique II (r. 1002-1024). A influência gália explica ainda prática de incensar pessoas, introduzida no século XI (ou XII); "antes dessa época, incenso era queimado apenas durante as procissões (a entrada e procissão do Evangelho)". Orações privadas ditas pelo padre antes da Eucaristia eram outra novidade.
Por volta do século XIII, um elaborado ritual e orações adicionais de origem franca foram adicionadas ao ofertório, durante o qual a única oração que o padre dizia em épocas anteriores era o "segredo"; estas orações variaram consideravelmente até serem fixadas por Pio V em 1570. O papa também introduziu as "orações ao pé do altar", antes ditas principalmente na sacristia ou durante a procissão até o altar como parte da preparação do padre, e, também pela primeira vez, tudo o que segue o "Ite missa est" em sua edição do Missal Romano. Edições posteriores abreviaram esta parte omitindo o "Cântico dos Três Jovens" e o Salmo 150; outras orações seguiam que, na edição de Pio V, o padre deveria dizer enquanto deixava o altar.
Entre os séculos IX e XIII, um papel de crescente importância dada ao sacerdote na liturgia, junto à necessidade prática de unir integralmente os textos da missa, levou à formação plena de um Missal. Até o Concílio de Trento, "a variedade de costumes e rituais diocesanos era sem limites". Mas o surgimento das ordens mendicantes (franciscanos e dominicanos) irá ampliar a tendência à uniformidade litúrgica já iniciado pelas ordens monásticas centralizadas do século XII (especialmente cistercienses e cartuxos). Essas ordens ou adotavam e adaptavam os ritos locais por onde passavam ou transmitiam nestes locais os seus ritos de origem. O enorme sucesso dos franciscanos, que adotaram o rito da Cúria Papal, em meados do século XIII, levou à divulgação deste por toda a cristandade. No entanto, o Missal da Cúria, decretado para a Diocese de Roma, pelo papa Nicolau III em 1277, não será obrigatório para as demais localidades.
Em 1474, a primeira edição impressa do Missal Romano é publicada sob a autoridade de Sixto IV, franciscano. A partir de então, o Ordinário da Missa é o mesmo em suas partes essenciais, serão poucas as posteriores mudanças.

### Missa Tridentina

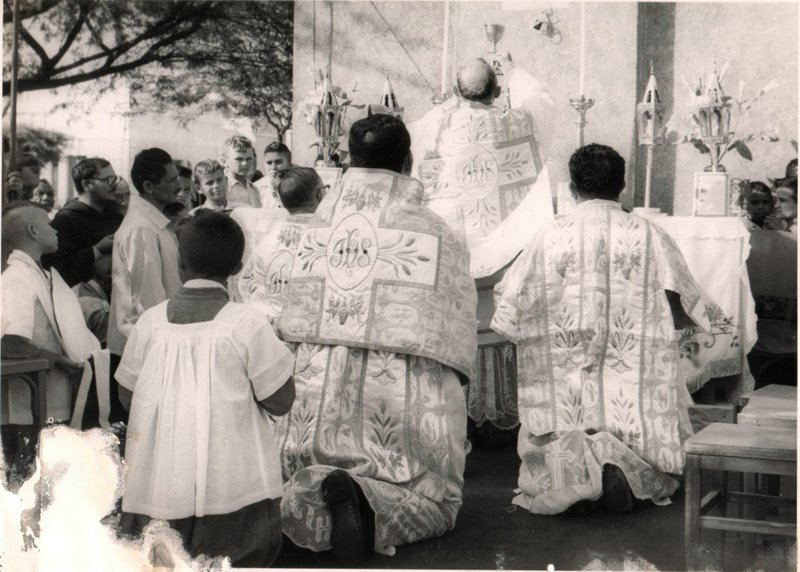
Missa tridentina conforme o Missal de 1962

Quando o Concílio de Trento se reune (1542-1563), uma grande diversidade de rituais existem na Igreja Latina, a maneira de se celebrar a Missa difere de acordo com o lugar e a autoridade eclesiástica competente. O Concílio solicitou ao papa a revisão do Missal Romano. Iste é o trabalho que São Pio V, dominicano, fez em 1570 com a promulgação da primeira edição típica do Missal Romano com o título Missale Romanum ex decreto Sacrosancti Concilii Tridentini restitutum.
A imprensa torna-se um poderoso instrumento ao serviço da sem precedentes padronização da liturgia no Ocidente: Ortodoxia, ortopráxis. Pio V poda os excessos litúrgicos e define as grandes linhas do Ordo Missae. Mas o ordo tridentino é também o resultado de uma época e difere, em muitos aspectos, dos usos medievais primitivos.
Pela bula Quo Primum Tempore, Pio V torna obrigatória a utilização deste texto em toda a Igreja, excetuando, apenas, os ritos com duzentos anos mínimos de prática ininterrupta. Assim, entre outros, o rito bracarense, o rito ambrosiano, e rito moçárabe e o ritual de muitas instituições religiosas, legalmente continuam a existir.
Entre 1570 (promulgação da bula e publicação da primeira edição do Missale Romanum ex decreto Sacrosancti Concilii Tridentini restitutum) e 1962 (publicação da última edição com o mesmo título) o Missal Romano e a relativa liturgia evoluem, geralmente, de maneira mínima: sobretudo adições, ajustes e supressões de festas litúrgicas e precisamento de rubricas, mas também com algumas alterações de textos, como a inserção do nome de São José no Cânone da Missa. A revisão mais substancial é a do Venerável Pio XII em 1955, com novos textos e cerimônias no Domingo de Ramos e no Tríduo Pascal.
A próxima edição do Missal Romano (1970) teve, em vez de "ex decreto Sacrosancti Concilii Tridentini restitutum", a indicação "ex decreto Sacrosancti Oecumenici Concilii Vaticani II instauratum".

### Espírito do movimento litúrgico
O movimento litúrgico, a partir do século XIX, mudou completamente as atitudes, levando a uma desvalorização das particularidades litúrgicas que, apesar das normas emitidas por Pio V, atentaram contra a unidade romana. Uma reflexão fundamental sobre a liturgia começa com o trabalho de Dom Prosper Guéranger (1806-1875). O abade, que reabriu a abadia beneditina de Solesmes, promoveu a unificação da liturgia na França. Ele é o autor de L'Année Liturgique (O Ano Litúrgico), que foi o livro de referência de Santa Teresa de Lisieux e suas irmãs. Desde o início do século XX, um amplo movimento de reforma emergiu na Igreja Romana para uma melhor compreensão da liturgia, na tradição do Dom Guéranger, o chamado movimento litúrgico.
Em 1911, São Pio X empreendeu a primeira tentativa de retorno às fontes que se concentra em uma revisão profunda do Ofício Divino. Pio X, em sua carta Inter pastoralis officii sollicitudines (Tra le sollecitudini) e Pio XII, na encíclica Mediator Dei recordou o que deveria ser o verdadeiro espírito da reflexão litúrgica: "participação ativa nos sacrossantos mistérios e na oração pública e solene da Igreja". Na primeira metade do século XX, foi de grande importância o "Missal Quotidiano" de Gaspar Lefebvre, publicado em latim e em língua vulgar, para uso dos fiéis (francês, inglês, espanhol, polonês, italiano e português), com ilustrações de René de Cramer.
Em 1960, quando da edição do seu Código de Rubricas, São João XXIII indicou que "os grandes princípios orientadores da reforma geral da liturgia deveriam ser propostos aos padres conciliares no subsequente concílio ecumênico."

### Missal romano do Concílio Vaticano II

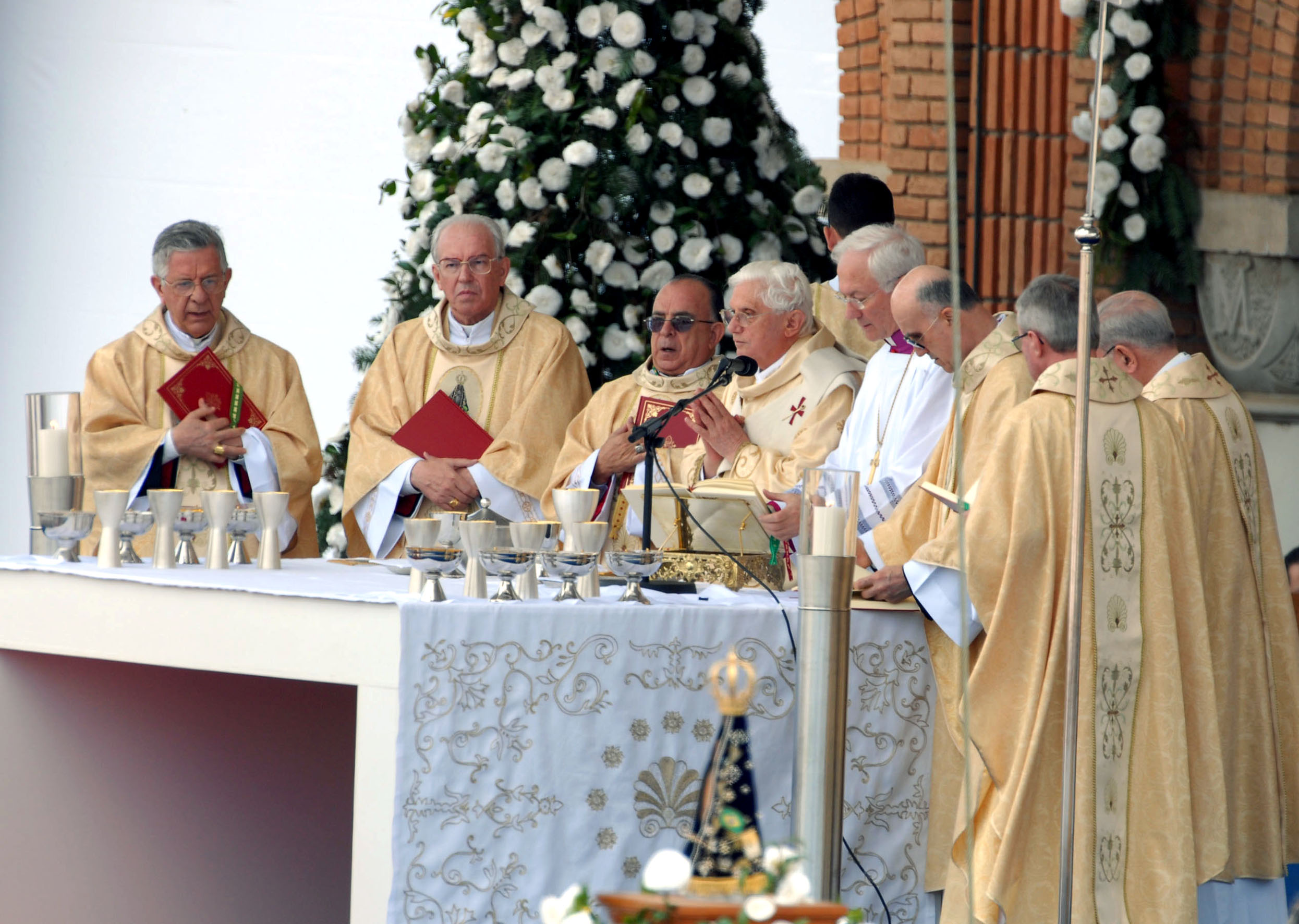
Missa Pontifícia de Bento XVI no Brasil segundo o missal de Paulo VI

A constituição Sacrosanctum Concilium do Concílio Vaticano II, pediu uma nova revisão do Missal Romano. Após o aparicimento em 1965, antes da conclusão do concílio, de uma revisão provisória do Ordinário tridentino da Missa, promulgou-se aos 3 de abril de 1969 o Missal Romano restaurado segundo este decreto do Concílio Vaticano II. A terceira edição deste Missal apareceu em 2002 "promulgado sob a autoridade do papa Paulo VI e revisado pelo cuidado do papa João Paulo II".

### Controvérsias

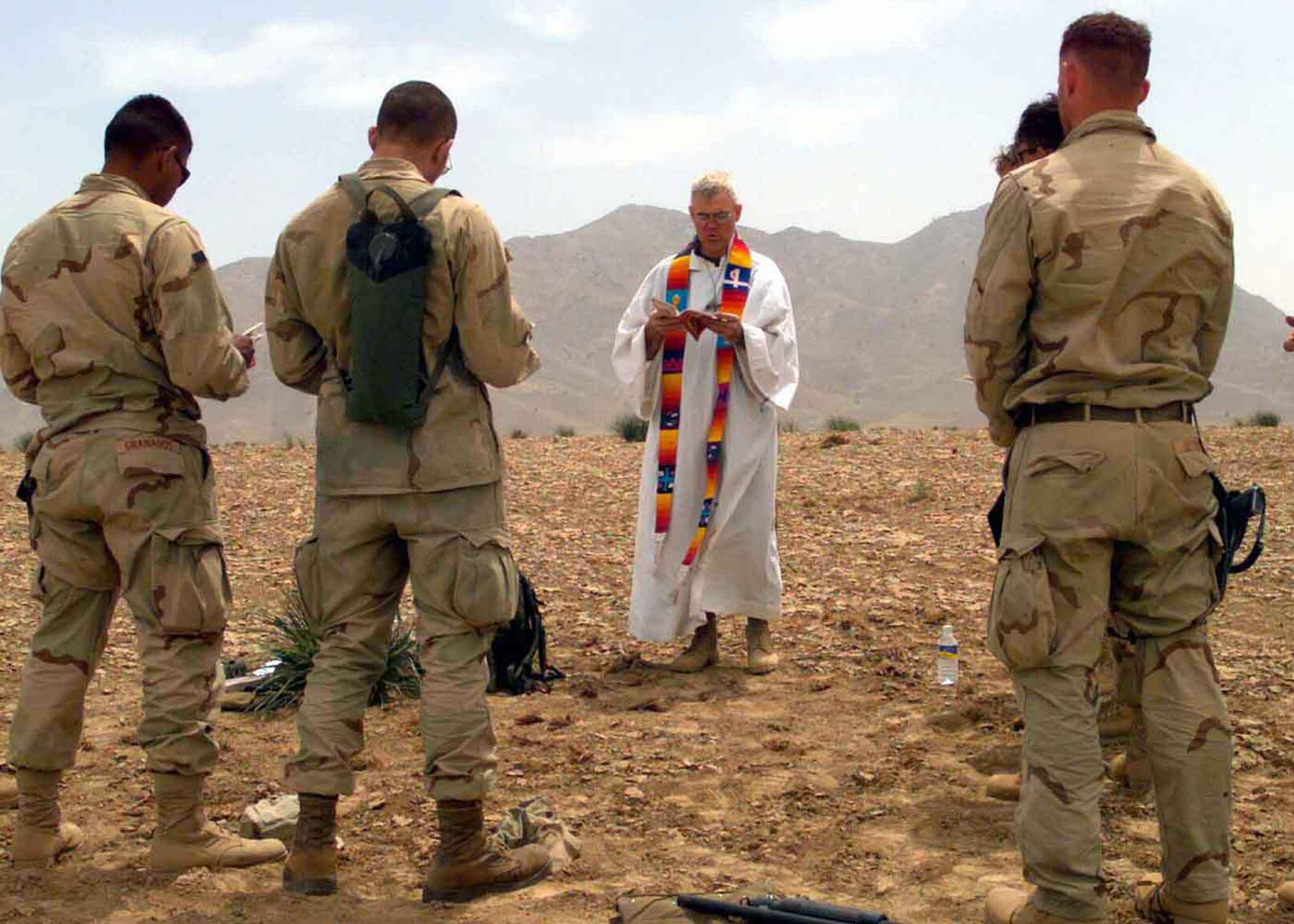
Capelão militar celebrando a missa para fuzileiros americanos

Todavia, há críticos, de entre os quais se destacam os católicos tradicionalistas, que não concordam com a natureza da missa do Concílio Vaticano II.

## Expansão territorial

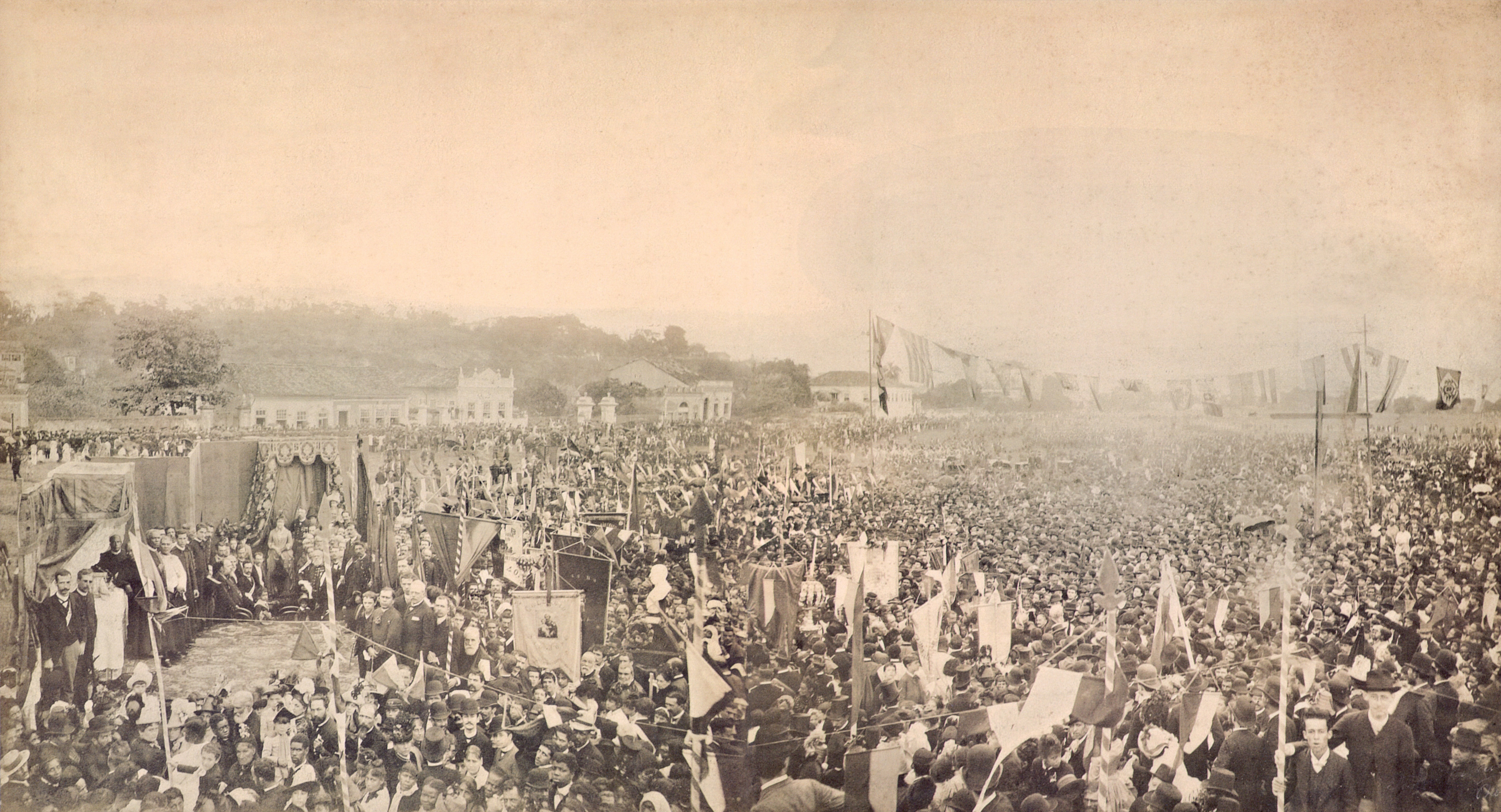
Missa Campal em Ação de Graças pela Lei Áurea, 4 dias após sua assinatura

O rito romano é o rito de toda a Europa Ocidental e, portanto, de todas as suas ex-colônias devido à Expansão Marítima e ao imperialismo. É, portanto, o principal rito utilizado na América Latina e Comunidade dos Países de Língua Portuguesa (Angola, Brasil, Cabo Verde, Guiné-Bissau, Moçambique, São Tomé e Príncipe e Timor-Leste), além dos demais países de colonização ocidental. Contudo, comunidades originárias de países de rito oriental podem continuar a celebrar conforme a liturgia de seus antepassados.